# Bombardeio da coluna de refugiados de Irpin

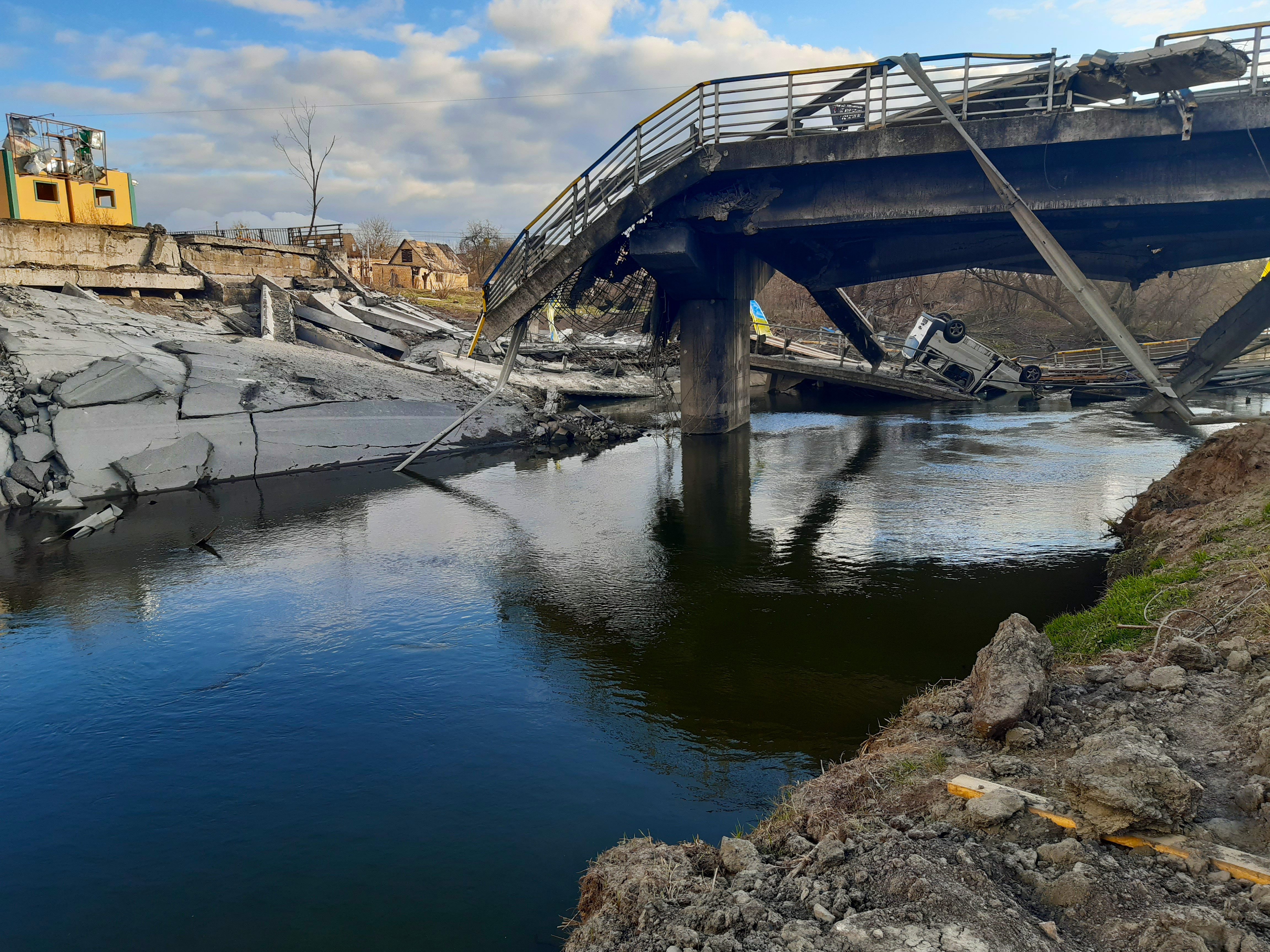
A ponte destruída em Romanivka - a estrada da vida, ao longo da qual os civis foram evacuados de Irpen, ocupada pelos invasores russos

O bombardeio da coluna de refugiados de Irpin foi um ataque russo realizado em 6 de março de 2022 das 9h30 às 14h, horário local, na cidade de Irpin, Ucrânia. As Forças Armadas russas bombardearam repetidamente um cruzamento em Irpin que centenas de civis estavam usando para fugir para Kiev. Foi parte de um ataque a Irpin, durante a invasão russa da Ucrânia em 2022. Oito civis foram mortos pelas forças russas. Entre eles estava uma família de quatro pessoas que foi morta por um ataque de morteiro.

## Ocorrido
A Human Rights Watch observou que havia uma dúzia de membros das forças de segurança ucranianas no cruzamento, mas eram em número muito inferior a centenas de civis entre eles, mas as forças russas dispararam projéteis explosivos precisamente no cruzamento, repetidamente a cada 10 minutos. A HRW concluiu que "a natureza repetida dos ataques, que segundo o governo mataram pelo menos oito civis, sugere que as forças russas violaram suas obrigações sob o direito internacional humanitário de não realizar ataques indiscriminados ou desproporcionais que prejudiquem civis e não tomaram todas as medidas possíveis medidas para evitar baixas civis".
Repórteres do New York Times no local confirmaram que as forças ucranianas estavam disparando morteiros na direção das forças russas de uma posição militar a cerca de 180 metros do cruzamento. A HRW também declarou: "As forças ucranianas também têm a obrigação de tomar todas as precauções possíveis para evitar ou minimizar os danos civis. Tais precauções incluem evitar operar a partir de uma área onde civis e bens 
civis estejam localizados e impedir que civis entrem em áreas de hostilidades ativas." 
A HRW concluiu que "ambos os lados neste conflito têm a obrigação de tomar todas as medidas possíveis para evitar danos civis e permitir que a população civil evacue com segurança... As investigações internacionais devem enviar uma mensagem aos responsáveis por ataques imprudentes e indiscriminados de que eles podem um dia enfrentar a justiça.” 